# 쿠르스크 전투
쿠르스크 전투(러시아어: Курская битва, 영어: Battle of Kursk)는 제2차 세계 대전 동부 전선에서 1943년 여름 독일과 소련군이 러시아 남서부 쿠르스크 인근에서 벌인 대규모 전투로 소련의 승리로 끝났다. 이 전투는 역사상 가장 큰 규모의 전투로 여겨지며, 학계에서 쿠르스크 전투는 이 전투가 발발하기 몇 달 전 벌어진 스탈린그라드 전투 다음으로 유럽 전선에서 가장 중요한 전환점으로 자주 언급된다. 또한, 제2차 세계 대전에서 가장 많은 희생자가 발생한 전투 중 하나이며, 역사상 가장 치열한 기갑전으로 기록되었다. 전투가 시작된 7월 5일은 항공기 격추 수 기준으로 공중전에서 가장 많은 손실이 발생한 날이기도 했다. 전투 과정에서는 시가전과 백병전이 치열하게 전개되었다.]
이 전투는 7월 5일 독일군의 공세 작전인 ‘성채 작전’(Unternehmen Zitadelle)으로 시작되었다. 독일군은 쿠르스크 돌출부를 북쪽과 남쪽에서 동시에 공격해 차단하는 것을 목표로 했다. 그러나 북쪽에서의 공세가 정체되자, 7월 12일 소련군은 ‘쿠투조프 작전’(Кутузов)을 개시하여 독일군 후방을 공격했다. 같은 날 남쪽에서도 소련군의 강력한 반격이 시작되었고, 이 과정에서 대규모 기갑전인 프로호롭카 전투가 벌어졌다. 이어 8월 3일, 소련군은 쿠르스크 전략 공세 작전의 두 번째 단계로 폴코보데츠 루미얀체프 작전(Полководец Румянцев)을 개시하여 남쪽의 독일군을 공격했다.
독일군은 쿠르스크 전투를 통해 1943년 여름 소련군의 공세 능력을 약화시키고, 쿠르스크 돌출부에 집중된 소련군을 포위·섬멸하려 했다. 히틀러는 이 전투에서 승리하면 독일군의 위상을 회복하고, 전쟁에서 이탈할 가능성이 있는 동맹국들을 다시 결속시킬 수 있을 것이라 기대했다. 또한 다수의 소련군 포로를 확보해 독일군의 군수 산업에서 노동력으로 활용하려는 의도도 있었다. 하지만 소련은 ‘루시’(Lucy) 첩보망을 통해 독일군의 계획을 사전에 파악하고 있었다. 소련군은 독일군의 주 공격이 돌출부의 기지점에 집중될 것임을 예상하고 방어선을 깊이 구축했으며, 대규모 예비 병력을 준비했다. 독일군이 공세 준비와 신형 무기 확보를 이유로 작전을 지연하는 동안, 소련군은 더욱 강력한 방어 체계를 완성하고 반격을 위해 예비군을 대규모로 모집했다. 한 독일군 장교는 이 상황을 또 다른 베르됭으로 묘사했다.
이 전투는 독일군이 동부 전선에서 벌인 마지막 대규모 공세였다. 전투 도중 연합군이 시칠리아를 침공하자, 히틀러는 프랑스에서 훈련 중이던 독일군을 동부 전선의 예비 전력으로 활용하는 대신 지중해 방어를 위해 이동시켜야 했다. 이에 따라 히틀러는 쿠르스크 공세를 일주일 만에 중단했다. 독일군의 막대한 병력과 기갑 손실로 인해 소련군은 전쟁이 끝날 때까지 전략적 주도권을 유지하게 되었다. 쿠르스크 전투는 독일군이 처음으로 적의 전략적 종심을 돌파하지 못하고 저지된 전투였다. 소련군은 전쟁 발발 이후 겨울철에 공세를 성공시켰지만, 쿠르스크 전투는 소련군이 여름철에도 성공적인 공세를 펼친 첫 사례가 되었다. 이 전투는 ‘나치 독일의 마지막 공격’이라고 불리기도 한다.

## 배경 및 전투준비 과정

### 작전의 배경
스탈린그라드 전투 패배이후 소련의 대 반격으로 독일군은 모든 전선에서 밀리기 시작했다. 소련의 대공세 앞에서 1943년 봄 하르코프를 탈환한 것으로 잠시 소강상태가 된 동부전선에서 독일군은 반격을 계획한다. 히틀러는 중부집단군과 돈집단군에서 새로 개편된 남방집단군으로 하르코프 탈환으로 발생하게 된 쿠르스크를 중심으로한 폭 120마일 길이 60마일의 돌출부에 위, 아래쪽에서 공격을 감행해 동부전선에서 주도권을 확보할 생각이었다.
이 작전이 성공하면 독일군은 남쪽 지역을 재탈환하거나 북동쪽으로 우회해 모스크바 후방으로 진격해 들어간다는 구상을 갖고 있었다.

### 전투준비 과정
폰 만슈타인 원수는 소련군이 재편성되어 참호를 파기 전에 공격할 목적으로 공격 날짜를 같은해 5월로 잡고 계획을 진행시켰으나, 히틀러는 만슈타인의 반대에도 불구하고 기갑 부대의 보충과 재편성이 완료되는 6월까지 공격을 연기하는 잘못을 범한다. 후에 히틀러는 전력면에서 우세를 확신하게 된 7월 초까지 공세 개시를 미루었다.
독일군이 최종 준비를 마쳤을 즈음 독일군은 50개 사단으로 편성된 전차-자주포 2,700대, 비행기 2,000대, 대포 10,000문 등 총 90만의 병력을 확보하게 되었다.
한편 소련군 총참모부는 지난 두 해 동안 경험한 독일군의 전투 계획 양상과 독일군이 쿠르스크 북쪽의 오룔과 남쪽의 하르코프 주위의 집중된 것을 보고 여름공격이 쿠르스크를 목표로 하고 있다는 정확한 추측을 하였다. 총참모부와 스탈린은 주코프의 종심 전투 구상을 받아들여 소련 역사상 가장 철저한 방어작전을 실행하게 되었다.
방어의 주된 부담은 로코솝스키의 중앙 방면군과 바투틴의 보로네츠 방면군에게 주어졌다. 그들은 쿠르스크 주변 지역으로 7개 군을 집어넣고, 150마일 정도 떨어진 후방에서는 코네프의 예비 부대가 집결하였다.
쿠르스크 방어 지역은 여섯 개의 진지선으로 이루어져 있었고, 총 3,000마일이 넘는 십자형 참호가 만들어졌다. 그 주위에는 대포와 대전차포가 놓였으며, 또한 400,000개가 넘는 지뢰가 매설되고 가짜 공군 기지 50개가 추가로 지어졌다. 이 방어 작전은 바실레프스키가 후에 "그것은 엄청나고 실로 거대한 작업이었다"고 말했을 정도로 거대했으며, 소련군 총 인력의 40%와 기갑 부대의 75%를 이 지역에 투입되었을 정도로 이 지역에서의 패배는 소련군에 막대한 영향을 끼칠 것이었다.

#### 작전 연기
본래 만슈타인이 세운 계획에 따르면 성채 작전은 5월 3일에 시작될 것이었다. 따라서 5월로 들어가면서 독일군은 분주히 움직이기 시작했고, 소련군은 방어 시설들이 미완성 단계였지만 상급 경계령을 내렸다. 그러나 히틀러는 돌연 공격 날짜를 6월 12일로 미루었다. 그 사실을 알리 없는 소련군은 점점 초조해져 독일군의 준비를 방해할 목적으로 독일군 진지와 비행장에 항공 공격을 개시하였다.
소련군은 공격이 5월 10일에서 12일 사이, 5월 19일에서 26일 사이에 이루어질 것이라는 모순된 첩보를 받고 점점 초조해졌다. 소련은 스위스의 한 공산주의자 간첩망에 의해 공격이 6월 12일에 이루어질 것이라는 정확한 첩보를 받았다. 하지만 후에 그 첩보망은 성채 작전이 연기되었다는 독일의 역정보를(아직 히틀러는 공격 날짜를 7월로 미루지 않았다.) 전달하였다. 소련의 첩보 조직 NKVD는 영국 암호 본부에 심어둔 공산주의자 간첩 케언크로스에게 동부 전선의 독일 공군 비행장에 관한 세부 사항을 전달받았다. 이 정보는 후에 소련군이 파상 공격을 세 차례 가해 독일 비행기 500대를 파괴하는 데 큰 역할을 하게 되었다. 영국 정부는 4월 30일에 성채 작전에 대한 세부사항을 모스크바에 전달했지만, 후에 독일의 첩보 교란 작전으로 소련에 "성채 작전은 포기되었다"는 내용을 전달하게 된다.
한편, 독일군은 5월 중순에 북아프리카 전선에서 보급 부족 등으로 인해 패배를 맞이하였다. 이는 히틀러로 하여금 성채 작전에 충분한 물자가 보급되기를 원하게 하였고, 따라서 작전은 7월 5일로 다시 한번 연기된다.
두 달 동안의 긴장 상태는 소련군의 사기를 떨어뜨리고 일부 장교들은 중압감을 견디지 못하여 전선에서 이탈하였다. 그러다 소련은 6월 마지막 주에 독일군이 7월 3일~6일 사이에 공격할 것이란 첩보를 받고 2일에 완전 경계 태세에 들어갔다. 7월 4일, 독일군은 다음날 개시될 공격을 위한 최종 준비에 들어갔고, 따라서 활동이 중단되었다. 성채 작전의 개시 수시간 전, 남부 전선에서 독일군 한 명이 포로로 잡혔는데 그는 공세가 7월 5일 새벽에 개시될 것이라고 자백한다. 이에 따라 소련군은 바투틴 장군의 보로네츠 전선군에게 독일군 전선을 방해하라는 명령을 내렸다. 7월 5일 오전 2시에는 사로잡힌 독일군 보병 공병대원 한 명이 정확히 한시간 후에 공세를 가할 것이라고 불었다. 그러자 주코프는 즉각 항공 공격과 포격을 명령하였다.
소련군이 성채 작전 개시 수십분 전에 맹렬한 항공 공격 및 포격을 하자, 독일군 사령관들은 완전히 기습을 당했고 곧 궤멸당할거라 생각하였다. 하지만 소련의 공격이 고작 파쇄 공격이라는 것이 분명해지자 가장 강력한 티거 중전차와 새로 출시된 페르디난트 자주포의 지원을 받는 모델 원수의 제9기갑군이 전진하면서 7월 5일 오전 4시 30분에 성채 작전은 개시되었다.

## 경과

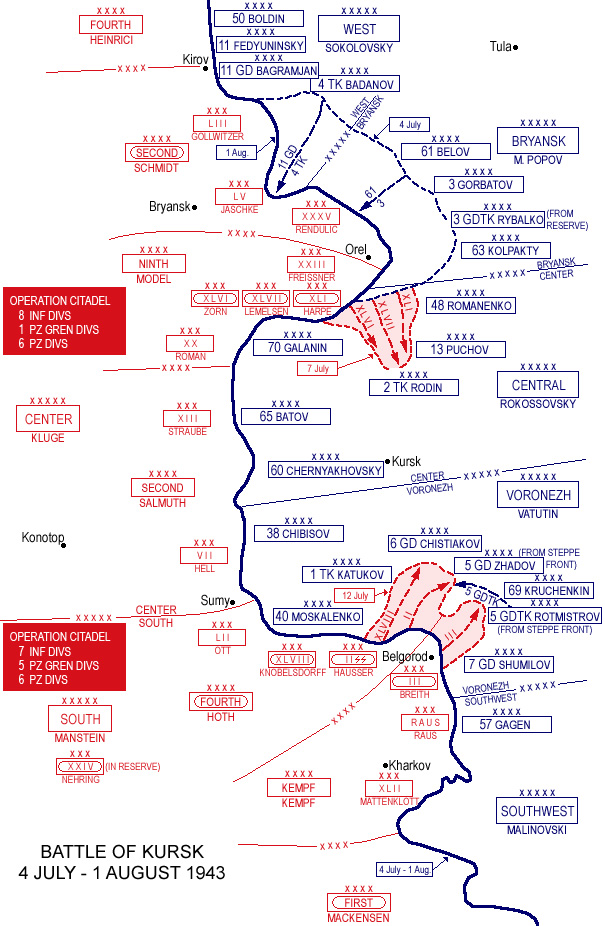
성채작전 진행상황을 그린 지도. 붉은색이 독일군이고 파란색이 소련군이다.

작전명 성채는 7월 5일 새벽 4시 30분에 개시되었다. 독일군 각 기갑사단은 소련군이 오랫동안 준비한 참호와 장애물, 지뢰, 대전차포의 방어로 인해 진격속도가 떨어져 신속한 돌파는 어렵게 되었다. 공세는 모델 원수가 지휘하는 제9기갑군이 북쪽에서, 호트 장군이 지휘하는 제4기갑군이 남쪽에서 진격하는 것으로 이루어져 있었다.

### 북쪽에서의 진격
북쪽에서 공격에 들어갔던 모델의 독일 제9군의 기갑부대는 그날 약 6.5km를 전진하였다. 다음날, 모델은 더 많은 전차를 들여와 고작 10km의 너비의 전선을 공격하였다. 하지만 이는 소련 예비 기갑부대에 의해 저지되었으며 심한 손해를 입었다. 7월 7일, 독일 기갑부대는 7마일 이상을 이동하여 "포늬리"라는 마을로 전진하였다. 8일엔 "올호바트카"로 진격하였지만, 진격하는 도중 마을로 들어가는 접근로가 좁아 많은 전차들이 몰려 우왕좌왕하게 되었고, 결국 소련 급강하 폭격기와 포격에 전열이 흐트러지고 많은 전차를 잃었다. 결국 작전 5일째인 7월 9일, 북쪽의 독일군은 더 이상 진격하지 못하고 한계에 이르렀다. 5일동안의 공세동안 제9기갑군은 겨우 15km밖에 전진하지 못하였다.

### 남쪽에서의 진격과 격렬한 전차전
한편 남쪽은 독일군의 강력한 병력과 소련의 큰 군사적 오판으로, 상황은 훨씬 나았다. 호트 장군의 제4기갑군이 바투틴의 보로네츠 전선군을 제압하며 들어갔다. 호트의 기갑군에는 독일 최정예 9개 기갑사단이 있었는데, 그 중에는 나치 친위 사단(SS 기갑군)인 3 SS 기갑 사단 토텐코프, 2 SS 기갑 사단 다스 라이히, 1 SS 기갑 사단 LSSAH 사단들도 있었다. 이들의 활약은 눈부셔서 이틀 만에 쿠르스크 방어지대의 핵심지역인 "쿠르스크-오보얀 도로"를 향해 20마일(30km)이나 전진하였다. 7월 7일을 기점으로 SS 기갑군은 점점 힘에 부쳤고, 결국 소련 제1전차군에 의해 저지되었다. 7월 9일, 호트의 4기갑군은 기갑 사단을 한데 모아 전선에 뚫고 나아가, 해골 사단이 선두로 하는 독일군과 쿠르스크 사이에 있는 마지막 장애물인 프숄 강을 뚫고 3 SS 기갑 사단 토텐코프는 참호를 파 들어갔다. 하지만 이후로 북서쪽인 쿠르스크쪽으로 진격은 더 이상 불가능해졌다.
결국 호트는 주력 공세를 북동쪽의 작은 철도 교차점인 프로호롭카로 돌렸다. 7월 9일부터 14일까지가 쿠르스크 공세에 결정적인 운명을 지었다. 무장 친위대 기갑 사단들-1 SS 기갑 사단 LSSAH, 2 SS 기갑 사단 다스 라이히, 3 SS 기갑 사단 토텐코프-들을 앞세운 독일 기갑 부대는 소련군에게 막대한 손실을 입히고 500대가 넘는 중전차를 굴리며 진격하였다. 이에 7월 6일에 스탈린은 제5 근위 전차군 사령관 로트미스트로프 장군에 생일 축하 겸 하여 손수 전화를 하면서, 그에게 귀중한 예비 병력의 일부를 주고 프로호르프카를 지키라고 하였다. 7월 7일 오전 1시 30분, 소련 5 근위 전차군은 사흘간 370km(230마일)이 넘는 거리를 독일의 Ju-87 급강하 폭격기와 맞닥뜨리며 밤낮으로 행군하여 7월 10일에 전선에 도착하였다.
주코프는 로트미스트로프에게 T-34가 판터와 티거에 화력에서 제압당하지만 기동성이 앞서니 "기계화 부대의 백병전"을 하라고 지시하였다. 7월 12일 아침, 294대 가량의 독일군 전차와 793여대의 소련군 전차가 대치했다. 이 전투는 역사상 최대의 전차전이었으며 역사상 최대의 항공전이었다. 이는 향후 성채 작전의 결과, 그리고 더 나아가 독일의 동부 전선에 중요한 영향을 미칠 전투였다.

아침 7시, 대규모의 독일 폭격기 부대가 소련군 진영을 맹렬히 폭격하였고 이에 맞서 소련 전투기들이 출격하였다. 폭격기들이 돌아간 후, 소련군은 SS기갑군의 머리 위로 쉬지 않고 폭탄과 로켓을 투하하였다. 오전 8시 30분, 로트미스트로프는 강철이란 뜻의 "스탈"이라는 암호로 공격 명령을 내리고, 곧이어 독일 쪽에서도 LSSAH의 전차들이 몰려나왔다.
이 날, 겨우 3제곱킬로미터에 불과한 지역에 수백대의 전차가 뒤엉켰다. 소련군 전차들은 독일군 기갑부대를 타격하기 위해 들이받으면서 포화를 퍼부었으며, 독일군 전차들은 기동불능이 되면 문을 걸어 잠그고 마지막까지 포화를 쏟아부었다. 양측은 전투불능이 되면 밖으로 나와 상대편의 전차에 유탄을 던지는 등 전투는 매우 치열하고 혼란스러웠다.
이 단일전투에서 약 700대 이상의 전차가 파괴되었으며, 독일군과 소련군은 많은 전차를 잃었다. 독일군은 더 이상 결정적인 진격이 불가능해졌으며, 소련군은 방어에 성공했지만 전진이 전혀 불가능하였다. 다음날도 계속 전투가 진행되었지만 이는 소규모에 불과했으며, 독일군의 진격은 바투틴과 바씰레프스키의 재빠른 방어에 번번이 좌절되었다. 7월 13일, 로트미스트로프에게는 증원군이 계속 도착하긴 했지만 기동 가능한 전차의 수는 50대밖에 없었고 병력은 반으로 줄어있었다.
훗날 바실레프스키는 그 당시를 회상하면서 "죽을 때까지 지울 수 없는 인상"을 남겼다고 회고했으며, 한 종군 기자에 따르면 그 지역은 수십주 동안 "끔찍하고 황량한 사막"으로 남아있었다고 한다.
7월 10일, 서방 연합군이 시칠리아에 상륙하면서 2SS기갑군단은 이탈리아로 이동하라는 명령이 떨어졌다. 따라서 히틀러는 귀중한 병력을 남부로 돌릴 수밖에 없었다. 7월 13일, 성채작전은 공식적으로 취소되었고, 호트 장군을 비롯한 휘하 장군에게는 성채 작전 이전의 방어선으로 철수하라는 명령이 떨어졌다.
결국 독일군의 쿠르스크 공세는 7월 15일에 끝났다.

## 같이 보기
- 올가 체코바(영어판)